# 続・社長紳士録
『続・社長紳士録』（ぞく しゃちょうしんしろく）は、1964年2月29日に東宝系で公開された日本映画。カラー。東宝スコープ。

## 概要
『社長シリーズ』第21作。本作は、森繁久彌演じる小泉社長が親会社の「大正製紙」の社長になり、海外視察に行くまでを描く。
当初は本作をもってシリーズが終結することが決まっており、ポスターや新聞広告では「さよなら社長シリーズ」と記載され、更にラストのパーティーのシーンでは、過去シリーズに関わったスタッフや出演者が多数カメオ出演しており、その席上、小泉社長は「長らくご覧になりました『社長シリーズ』は…」と述べていた。だがファンの希望などで、結局シリーズは継続することとなる。
ビデオソフト化されていたものの廃盤となるが、2014年9月22日にDVDマガジン『東宝 昭和の爆笑喜劇』（講談社）の一環として、初DVD化された。

## スタッフ
- 製作：藤本真澄
- 脚本：笠原良三
- 監督：松林宗恵
- 撮影：西垣六郎
- 音楽：山本直純
- 美術：阿久根巌
- 照明：西川鶴三
- 録音：矢野口文雄
- スチル：吉崎松雄
- 編集：岩下広一

## 出演者
- 小泉礼太郎：森繁久彌
- 小泉貞子：久慈あさみ
- 小泉洋子：岡田可愛
- 小泉昭一：山本忠司
- 小泉和男：杉山直
- 原田勉：小林桂樹
- 富岡：加東大介
- 猿丸：三木のり平
- 原田みね：英百合子
- 原田房代：司葉子
- 黒田：左卜全
- 大河内：中村伸郎
- 日当山隼人：フランキー堺
- 京子：草笛光子
- 菊千代：新珠三千代
- 柿沼：田崎潤
- 天竜：京塚昌子

### 参考：パーティーの客役の出演者
- 笠原良三
- 藤本真澄
- 杉江敏男
- 青柳信雄
- 千葉泰樹
- 宝田明
- 三橋達也
- 八千草薫
- 夏木陽介
- 河津清三郎
- 藤木悠
- 団令子
- 高田稔
- 池内淳子
- 桜井浩子
- 一万慈鶴恵ほか

## 同時上映
『今日もわれ大空にあり』
- 脚本：須崎勝弥／監督：古澤憲吾／主演：三橋達也

## 参考資料
- キネマ旬報
- 「記憶に残るアクトレス」（「パーティー～」関係）